# جوناثان موناغان
جوناثان موناغان (بالإنجليزية: Jonathan Monaghan)‏ هو رسام رسوم متحركة وفنان أمريكي، ولد في 14 سبتمبر 1986 في Rockaway Beach, Queens ‏ في الولايات المتحدة.

## وصلات خارجية
- الموقع الرسمي